# 砂町水再生センター
砂町水再生センター（すなまちみずさいせいセンター）は、東京都江東区にある、東京都下水道局の下水処理施設である。

## 概要
墨田区の全部、江東区の大部分、中央・港・品川・足立・江戸川区の一部の汚水を処理している。敷地面積は827,033平方メートル。都内では2番目に古い下水処理場である。

## 沿革
- 1930年（昭和5年）2月 - 砂町汚水処分場として運転開始。

## 所在地
- 東京都江東区新砂3-9-1

## 周辺
- 南砂町駅
- 砂町運河